# 아비뇽의 처녀들
〈아비뇽의 처녀들〉(프랑스어: Les Demoiselles d'Avignon)은 파블로 피카소가 1907년에 제작한 그림이다. 뉴욕 근대 미술관에 소장되어있다. 1906년부터 1년간에 걸쳐 제작된 미완성의 대작인 이 작품은 작가 피카소의 화력(畵歷)에 중요한 전기를 보여주는 것일 뿐만 아니라 20세기 회화로서도 기념비적 가치의 전환을 의미하는 의미 깊은 작품이다. 아비뇽(Avignon)이란 바르셀로나도의 서민가에 있는 마도로스 상대의 창녀가 출몰하는 뒷거리의 명칭이며 화면에 그린 것은 이 뒷거리에 있는 창부들이다. 미술사 최초의 입체주의 작품으로 평가받는다.
초기의 피카소가 즐겨 그린 인생적인 주제가 답습되어 있는 셈인데 이 작품에는 벌써 청색 시대의 정감적(情感的)인 침울함이 없고, 대상은 주제를 전혀 의식하지 못할 정도로 비정(非情) 형태의 구성으로 포착하였다. 이것은 피카소가 스스로 제작에 가한 제1의 파괴인 것이다. 이 파괴의 힌트는 피카소가 고대 이베리아반도의 조각과 아프리카의 흑인 조각에서 얻었다. 이들 원시 미술이 가진 분방한 데포르메와 충실된 양감은 무엇보다도 형(形)을 만드는 것, 즉 조형의 문제로서 정감적인 피카소를 경탄하게 하였고 매혹시켰다.  또 하나의 힌트는 폴 세잔에게서 받았다. 세잔도 역시 현상과는 별개의 실재(實在)를 화가가 주체적으로 선택한 색면(色面)으로써 견고하게 구축할 것을 염원하였던 조형가였다. 〈아비뇽의 처녀들〉은 최초에 이 세잔의 《수욕(水浴)》의 구도를 모방하여 나부(裸婦)의 군상을 그리려던 목적이라 말하지만, 세잔의 주체적인 색면 배합을 진일보하여 피카소는 형태의 분해와 화가의 내적인 질서에 따르는 그 재배분(再配分)을 노렸던 것이다. 
이러한 피카소의 조형에 대한 사고는 그 그림을 그린 당시에 있어서 친한 친구에게조차 잘 이해되지 않았다. 피카소는 머리가 돌아서 그 그림 뒤에서 목을 매달 것이라고 말하는 자도 있었다. 다만 조르주 브라크만이 알지 못하면서도 그 그림을 이해하려고 하는 태도를 보였다고 한다. 당시 브라크도 역시 세잔의 본을 따라 풍경화 가운데에 있는 색면에 의한 양(量)의 파악과 대상의 재구성에 손을 뻗치고 있었다. 이윽고 피카소와 브라크의 공동연구에서 입체파의 사조(思潮)가 탄생하게 되는데 그것은 자연의 모방을 근저로부터 뒤집어 엎는 이지(理知)의 조형이며 20세기의 회화가 달성한 주목할 만한 혁신이다.

## 참고 문헌
- 이 문서에는 다음커뮤니케이션(현 카카오)에서 GFDL 또는 CC-SA 라이선스로 배포한 글로벌 세계대백과사전의 내용을 기초로 작성된 글이 포함되어 있습니다.